# Belägringen av Prag
Belägringen av Prag 1757 var ett misslyckat försök under sjuårskriget av Preussens armé, ledd av Fredrik II, att förmå en österrikisk arméstyrka som tagit sin tillflykt till staden Prag att kapitulera.
Efter slaget vid Prag 6 maj 1757 hade större delen av de besegrade österrikarnas armé dragit sig tillbaka till staden Prag. Fredrik beslöt att innesluta staden eftersom han bedömde att hans styrka under slaget hade försvagats så att han inte kunde göra ett direkt anfall. Hans tanke var att de belägrades brist på livsmedel skulle få dem att ge upp.
Rester av den österrikiska armén samlades efter slaget under greve von Dauns befäl öster om Prag. Fredrik beslöt att anfalla Daun innan denne var stark nog att gå mot Prag för att undsätta staden. Han besegrades dock vid slaget vid Kolín 18 juni och hans styrka var nu för svag för en fortsatt belägring. Den preussiska armén drog sig tillbaka från Böhmen.
Ett antal gånger sände Fredrik brottslingen Christian Andreas Käsebier som spion in i Prag för att inhämta underrättelser om tillståndet i staden